# Johannes Coetzee
Pour les articles homonymes, voir Coetzee.

a Compétitions nationales et continentales officielles uniquement.

b Matchs officiels uniquement.
Dernière mise à jour le 6 juin 2020.
Johannes Voges Coetzee, connu également comme Aranos Coetzee, né le 14 mars 1988 à Windhoek (Namibie), est un joueur international namibien de rugby à XV jouant principalement au poste de pilier droit. Il évolue avec la franchise des Cheetahs en Pro14 depuis 2016, et avec la province des Free State Cheetahs en Currie Cup et Vodacom Cup depuis 2016 également.

## Carrière

### En club
Johannes Coetzee d'abord évolue en Varsity Cup (championnat universitaire sud-africain) avec les NWU Pukke (club de l'université de Potchefstroom) en 2010.
Il commence sa carrière professionnelle en 2010 avec la province des Leopards en Currie Cup,. Il dispute son premier match et unique match le 25 septembre 2010 contre les Blue Bulls.
En novembre 2010, il rejoint le club français du Racing Métro 92 en Top 14 en tant que joker médical de l'espoir Mike Tadjer. Il reste une saison et demie avec le club francilien, où il joue assez peu (12 matchs dont 2 titularisations).
En mai 2012, alors qu'il a prolongé son contrat avec le Racing pour trois saisons supplémentaires, il est prêté au CA Brive en Pro D2 afin d'acquérir plus de temps de jeu,. Lors de sa première saison, il participe au retour de son équipe en Top 14 après la victoire en finale d'accession contre Pau. Il joue ensuite deux saisons en Top 14 avec le club limousin, avant d'être libéré de son contrat (portant jusqu'en juin 2017) lors de l'intersaison 2015, pour laisser une place de non-JIFF dans l'effectif à la nouvelle recrue Wilhelm Steenkamp,.
Il retourne ensuite jouer en Afrique du Sud, et il est retenu dans le groupe élargi de la franchise des Cheetahs en Super Rugby en novembre 2015. Il sera ensuite sélectionné dans le groupe définitif pour la saison 2016. Après deux saisons en Super Rugby, il reste fidèle à son équipe lorsqu'elle est écartée de cette compétition pour être intégrée au Pro14. En avril 2018, il prolonge son contrat avec la franchise de Bloemfontein jusqu'en 2020.
Depuis 2016, il joue également avec la province des Free State Cheetahs en Currie Cup et Vodacom Cup.

### En équipe nationale
Johannes Coetzee joue avec l'équipe d'Afrique du Sud des moins de 18 ans en 2006.
Il joue ensuite avec l'équipe de Namibie des moins de 20 ans en 2008, où il participe au trophée mondial des moins de 20 ans.
Il obtient sa première cape internationale avec l'équipe de Namibie le 6 juin 2015 à l’occasion d’un match contre l'équipe de Tunisie à Nabeul.
Il fait partie du groupe namibien choisi par Phil Davies pour participer à la coupe du monde 2015 en Angleterre. Il dispute quatre matchs de cette compétition, contre la Nouvelle-Zélande, les Tonga, la Géorgie et l'Argentine.
En septembre 2019, il retenu par le sélectionneur Phil Davies pour disputer la coupe du monde au Japon.
Quatre ans plus tard, il est sélectionné pour participer à la Coupe du monde 2023, se déroulant en France.

## Palmarès

### En club
- Vainqueur de la finale d'accession de Pro D2 en 2013 avec Brive.

- Vainqueur de la Currie Cup en 2016 avec les Cheetahs.

### En équipe nationale
- 21 sélections avec la Namibie depuis 2015
- 5 points (un essai)
- Participation à la coupe du monde 2015 (4 matchs).